# Mounds View (Minnesota)
Mounds View est une ville américaine située dans le Comté de Ramsey, dans le Minnesota. Selon le recensement de 2010, sa population est de 12 155 habitants.